# Bolesław Mikiewicz
Bolesław Roman Mikiewicz (ur. 11 stycznia 1864 w Tarnowie, zm. 29 maja 1925 w Inowrocławiu) – szachista polski, adwokat.

## Życiorys
Urodził się 11 stycznia 1864 w Tarnowie, w rodzinie Ludwika i Marii z d. Gancarz. Dzieciństwo i młodość spędził w Krakowie, uzyskując wykształcenie prawnicze na Uniwersytecie Jagiellońskim. Był doktorem nauk prawnych, pracował jako adwokat w Przeworsku, Wadowicach i Krakowie, a w okresie II Rzeczypospolitej w Inowrocławiu.
Jako szachista pozostawał związany z Krakowskim Klubem Szachistów. Zaliczał się do czołówki klubowej, rywalizując m.in. z Oskarem Świdą, Henrykiem Zioło, Józefem Dominikiem. Największe sukcesy odnosił w latach 1907–1908, kiedy zdobył mistrzostwo Krakowskiego Klubu Szachistów (1907), a także stoczył w Krakowie remisową partię z amerykańskim pretendentem do tytułu mistrza świata, Frankiem Marshallem (1908).
Bolesław 4 lipca 1891 ożenił się z Katarzyną Wiktorią z Węclewskich (1869–1959), córką Zygmunta, z którą miał dziesięcioro dzieci:
- Irenę (1893–1993),
- Bolesława Zygmunta (1895–1959) – major dyplomowany piechoty Wojska Polskiego,
- Adama Felicjana Tadeusza (1896–1993) – nauczyciel,
- Bronisława Ludwika Mariana (1898–1942) – major łączności Wojska Polskiego,
- Zdzisława (1900–1929) – zakonnik–dominikanin, zginął tragicznie, utonął w Wiśle pod Tarnobrzegiem,
- Jadwigę Ilonę (1901–1981) – zakonnica–dominikanka,
- Witolda (ur. 1904) – inżynier chemik, zginął w czasie wojny,
- Marię (1905–1997),
- Świętosławę (1908–1977),
- Tomasza (1911–1981) – profesor Politechniki Poznańskiej, autor licznych publikacji z dziedziny metalurgii[4].